# Fuentes decimonónicas de hierro fundido (Pontevedra)
Las fuentes decimonónicas de hierro fundido de Pontevedra son cuatro fuentes de agua potable del siglo XIX ubicadas en la ciudad española de Pontevedra. 

## Ubicación
Las cuatro fuentes decimonónicas de hierro fundido de la ciudad están ubicadas lugares estratégicos del centro histórico de Pontevedra. Se encuentran en el sur de la avenida de Santa María, en el suroeste de la plaza de Curros Enríquez, en el norte de la plaza de la Verdura) y en la parte trasera de la iglesia de la Virgen Peregrina en el inicio de la calle de Benito Corbal.

## Historia

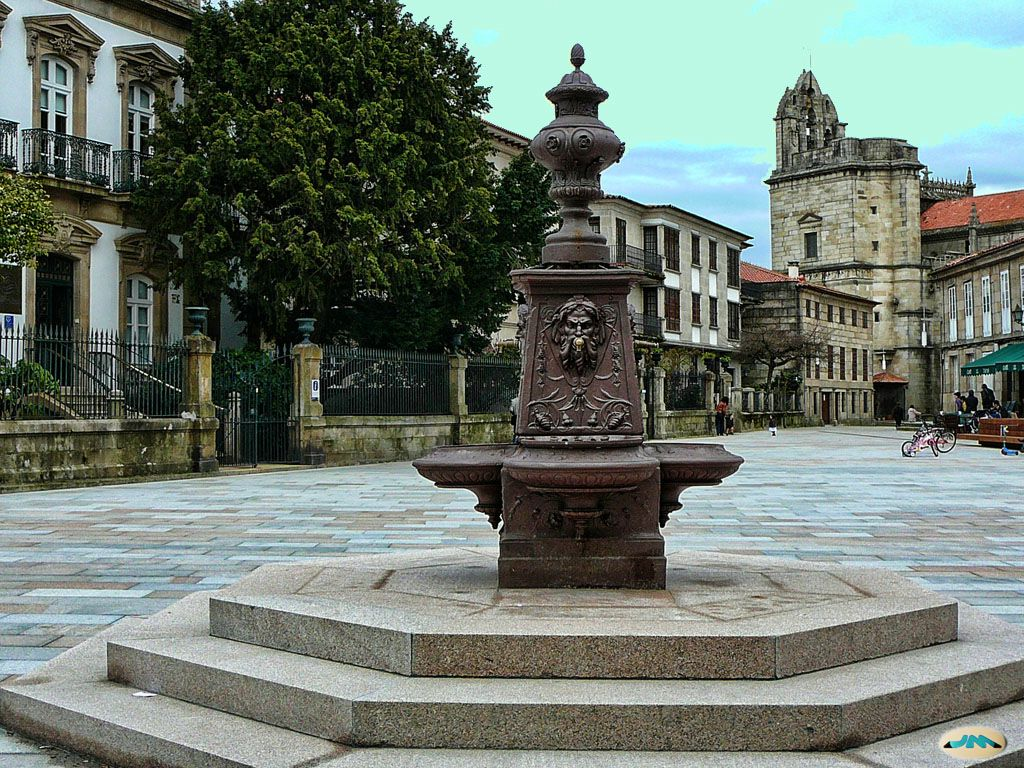
Fuente en la avenida de Santa María.

A finales del siglo XIX, la ciudad de Pontevedra afrontaba serios problemas relacionados con la escasez de agua y la higiene de las fuentes públicas existentes. Con el paso del tiempo, las conducciones de piedra tradicionales resultaban obsoletas, ya que sus filtraciones ponían en riesgo la salubridad del agua. Por ese motivo en 1857 se retiró la fuente que ocupaba la plaza de la Herrería.
Como consecuencia de las deficiencias relacionadas con la calidad del agua y el crecimiento de la población que ya era entonces de más de 10 000 habitantes, se impuso la necesidad de modernizar el sistema de abastecimiento de la traída de agua desde los manantiales de Moldes (cuyas obras finalizaron el 17 de agosto de 1886) mediante cañerías de hierro fundido, que garantizaban la potabilidad del agua. 
En este contexto, se introdujeron en la capital pontevedresa nuevos modelos de fuentes públicas, fabricadas en hierro fundido. Aunque su diseño resultaba decorativo, su implantación respondía sobre todo a razones higiénicas y a la expresión de un símbolo de modernidad que supuso un importante avance social. Así, la ciudad incorporó cuatro fuentes ornamentales de hierro fundido inspiradas en modelos franceses.
Fue en mayo de 1886 cuando el arquitecto municipal Alejandro Sesmero propuso oficialmente al Ayuntamiento de Pontevedra la adquisición de estas fuentes destinadas tanto al uso de los vecinos como al embellecimiento del espacio público. Cada fuente debía contar con cuatro grifos y una llave de compuerta, con un precio estimado de 1 000 pesetas por unidad.
La compra fue gestionada a través del agente Edmond Reichenbach en París, quien contactó con la Fundición francesa de Arte de Val d'Osne en Alto Marne, una de las más prestigiosas de la época. Desde allí se enviaron dos fuentes por barco desde el puerto de Amberes. Posteriormente, en 1887, se fabricaron en Galicia tres réplicas exactas.
En total, las facturas documentan la adquisición de cinco fuentes de hierro fundido, aunque solo consta la instalación de cuatro: en la plaza de San Román (actual plaza de Curros Enríquez), en la antigua plaza del Pescado (hoy plaza de la Verdura), en la actual avenida de Santa María, y en la plaza de la Peregrina. La existencia de una quinta fuente no instalada dio origen a un enigma que aún permanece sin resolver. Aunque se especuló con su colocación en la plaza del nuevo mercado (actual plaza de Valentín García Escudero), no existe constancia firme de ello. Actualmente, solo se conservan las cuatro fuentes mencionadas, y no se ha hallado rastro físico de una posible quinta fuente, de la que únicamente queda constancia documental.

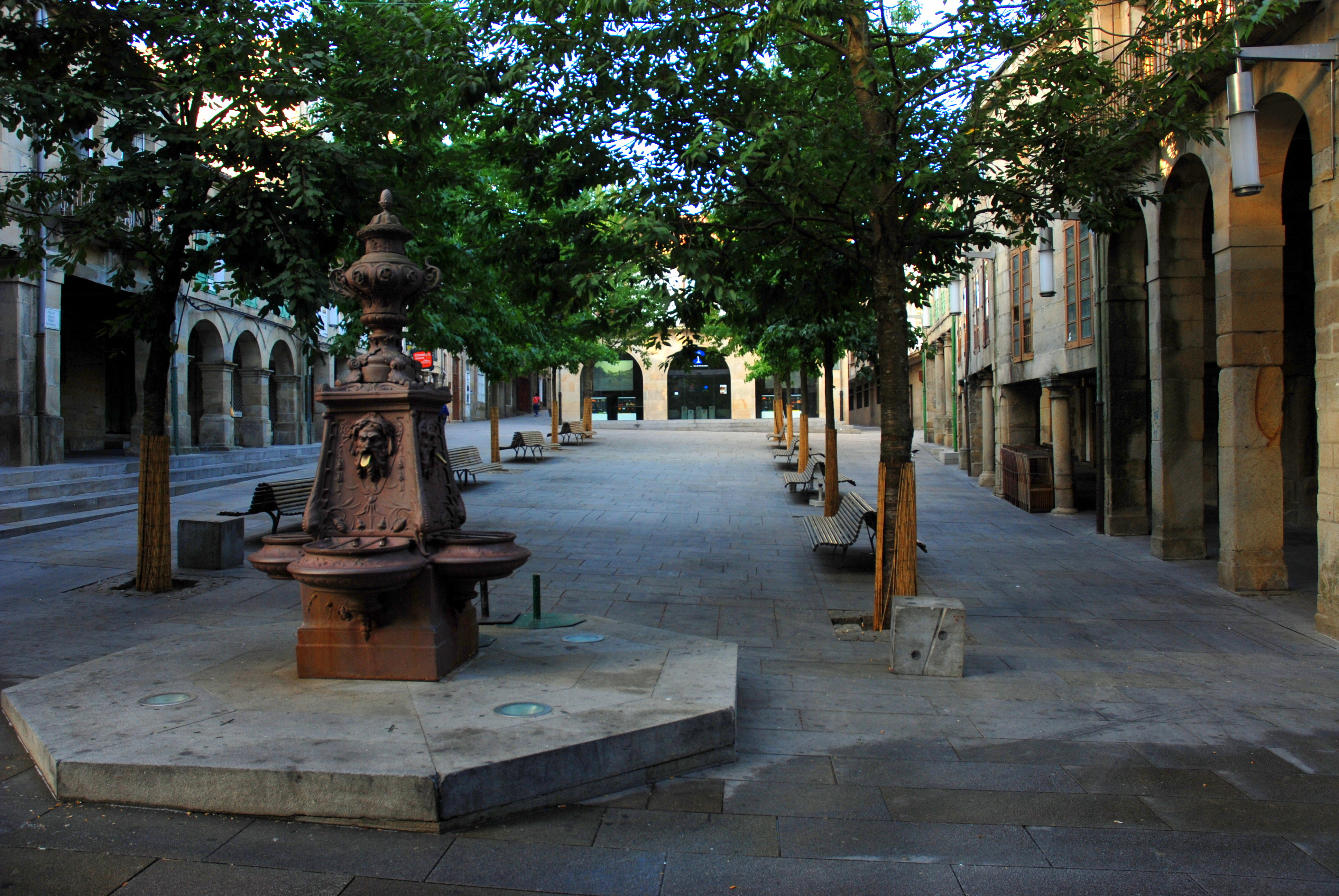
Fuente en la plaza de la Verdura.

A lo largo del tiempo, las cuatro fuentes existentes fueron reubicadas: la que estaba ubicada en la plaza de Curros Enríquez fue trasladada en 1915 a la plaza de Teucro y posteriormente a la Glorieta de Compostela. En 2000 el Ayuntamiento de Pontevedra decidió reubicar la fuente de la Glorieta de Compostela en su emplazamiento original de la plaza de Curros Enríquez, obra que se hizo efectiva en 2001. En ese mismo año se cambió de sitio la fuente de la plaza de la Verdura pasando de la parte sur de la plaza a su parte norte. En 2008 también se reubicó desde la calle González Zúñiga la fuente situada en la parte trasera de la iglesia de la Virgen Peregrina y en 2010 la localizada en el centro-norte de la avenida de Santa María desde su ubicación en los jardines de dicha vía.
A principios del siglo XXI, las fuentes presentaban un notable deterioro, consecuencia tanto del paso del tiempo como del uso inadecuado. En 2015, el Ayuntamiento de Pontevedra impulsó una restauración integral de las mismas. La intervención consistió en la apertura de todas las estructuras, la reparación de los sistemas de agua, la sustitución de las lenguas de los faunos por grifos con pulsador y la recuperación de piezas dañadas o robadas, que habían sido reemplazadas por componentes de resina. Se restituyeron elementos en hierro fundido y se eliminó el óxido acumulado. El repintado se realizó en un tono de bronce antiguo, elegido tras un estudio histórico que concluyó que este color era el más cercano al original. Se decidió sustituir las lenguas metálicas que funcionaban como pulsadores por grifos con mecanismo de pulsación y manómetros. Estas lenguas, añadidas en intervenciones anteriores, tenían un fuerte valor estético pero resultaban poco funcionales, al no haberse logrado un sistema de uso eficiente.

## Descripción

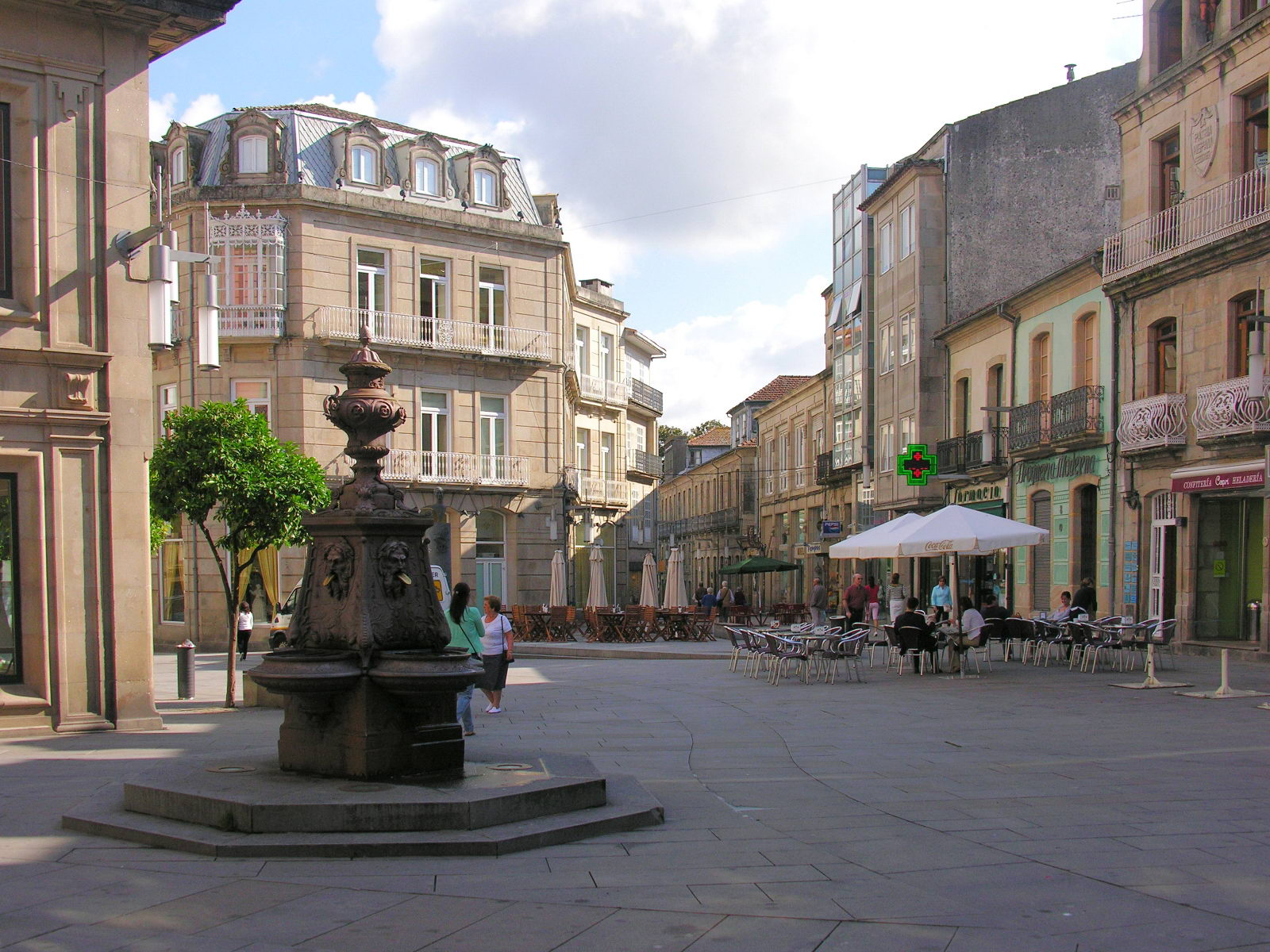
Fuente en la plaza de Curros Enríquez.

Las fuentes de hierro fundido de Pontevedra, de clara inspiración francesa, fueron instaladas en diferentes plazas de la ciudad a finales del siglo XIX. Aunque su función original era garantizar el acceso al agua potable, hoy en día cumplen sobre todo una función ornamental.
Las cuatro fuentes conservadas están ubicadas en sus emplazamientos históricos, aunque con ligeras variaciones. La fuente de la plaza de la Verdura estaba antiguamente junto a la Casa de la Luz en la parte alta de la plaza y hoy se sitúa en la parte baja, cerca de la calle Sarmiento. La de la plaza de la Peregrina, que antes se hallaba al lado de las escaleras que descendían a la plaza, se encuentra ahora en la parte posterior de la iglesia de la Virgen Peregrina, orientada hacia la calle de Benito Corbal. La de la avenida de Santa María carece de documentación visual que confirme su ubicación original. Por su parte, la fuente de la plaza de Curros Enríquez es la única que permanece en el mismo lugar en que fue instalada inicialmente.
Las fuentes de hierro fundido de Pontevedra, también conocidas como fuentes de Sesmero, responden al gusto ornamental propio de la segunda mitad del siglo XIX, influenciado por el estilo academicista francés y las tendencias del arte industrial. Proceden de moldes de la prestigiosa Fundición de Arte de Val d'Osne, uno de los principales centros de producción artística en hierro fundido de Europa en esa época.
Estas piezas de color bronce antiguo combinan funcionalidad y estética, con un diseño simétrico y elegante. Están compuestas por una estructura o zócalo central de cuatro caras, que permite distribuir los puntos de acceso al agua en cuatro lados, cada uno de los cuales contiene un pequeño pilón semicircular de recogida con forma de concha marina, sostenido por soportes integrados a la base.
Las fuentes presentan una rica ornamentación con motivos florales y vegetales, y están adornadas con cuatro figuras de faunos que vierten agua en grandes conchas a través de caños situados en sus bocas. En la parte superior de las fuentes se alza un elegante jarrón con asas y tapa decorada rematada por una especie de piña, que corona la estructura. En las fuentes abundan los relieves  vegetales con hojas, tallos y flores, especialmente alrededor de los grifos y en la zona central, siguiendo un lenguaje decorativo propio del eclecticismo decimonónico. Los faunos, criaturas mitológicas asociadas a la naturaleza, el bosque y el agua son una referencia directa al mundo clásico y se emplean aquí como símbolo decorativo vinculado al agua.
El uso del hierro fundido no solo permitía una reproducción precisa de los detalles, sino también una producción en serie a menor coste, lo que facilitó la difusión de fuentes de hierro por muchas ciudades europeas. En el caso de Pontevedra, su instalación supuso una modernización técnica y estética del espacio urbano, integrando arte, higiene y progreso.
Hoy en día estas fuentes forman parte del paisaje urbano y del patrimonio artístico de Pontevedra. Aún hoy conservan su funcionalidad, en consonancia con el refrán local: 

Pontevedra é boa vila, dá de beber a quen pasa.

Pontevedra es una buena ciudad, da de beber a quien pasa.

## Galería de imágenes

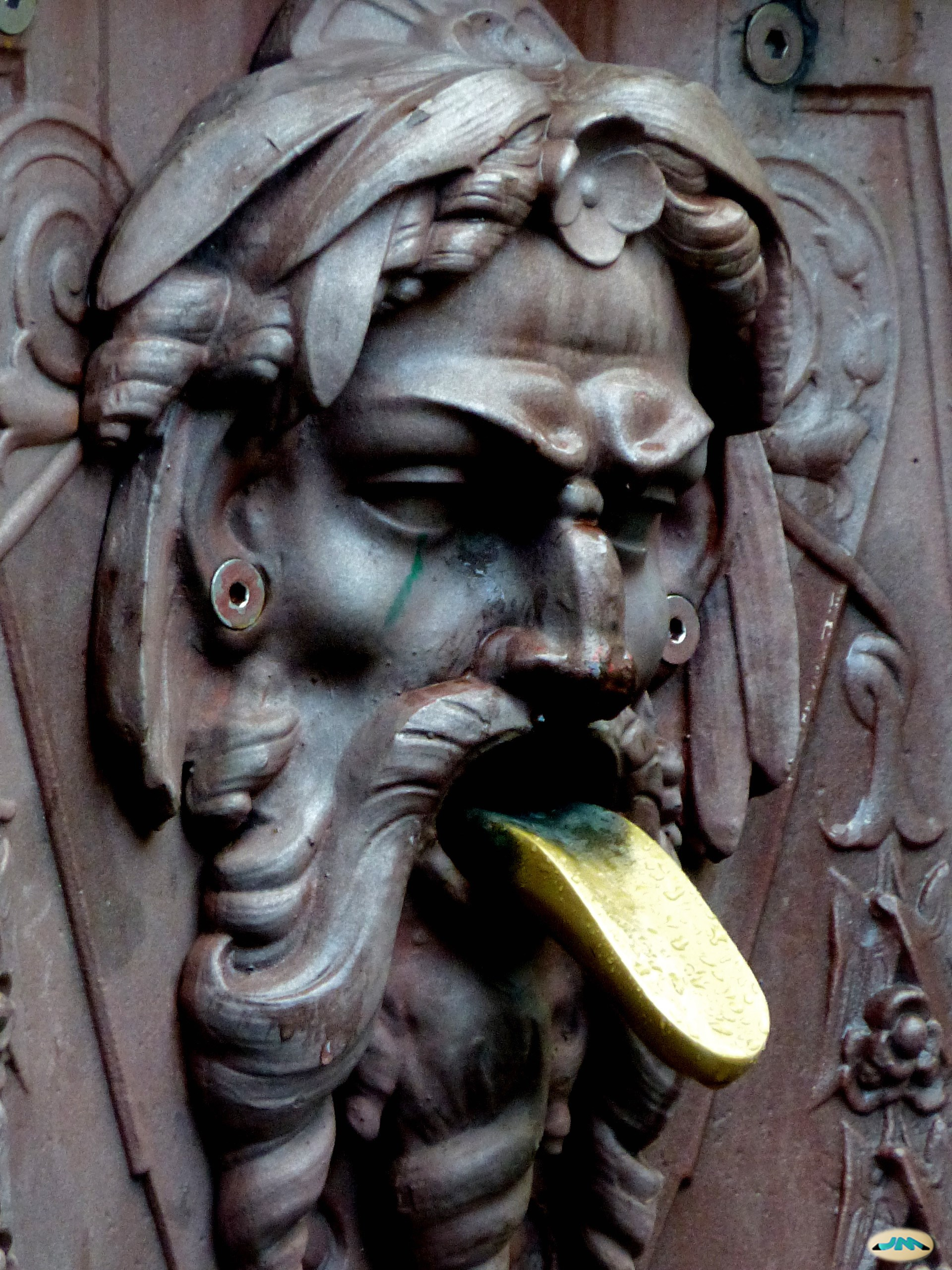
Fauno con el antiguo pulsador en forma de lengua.
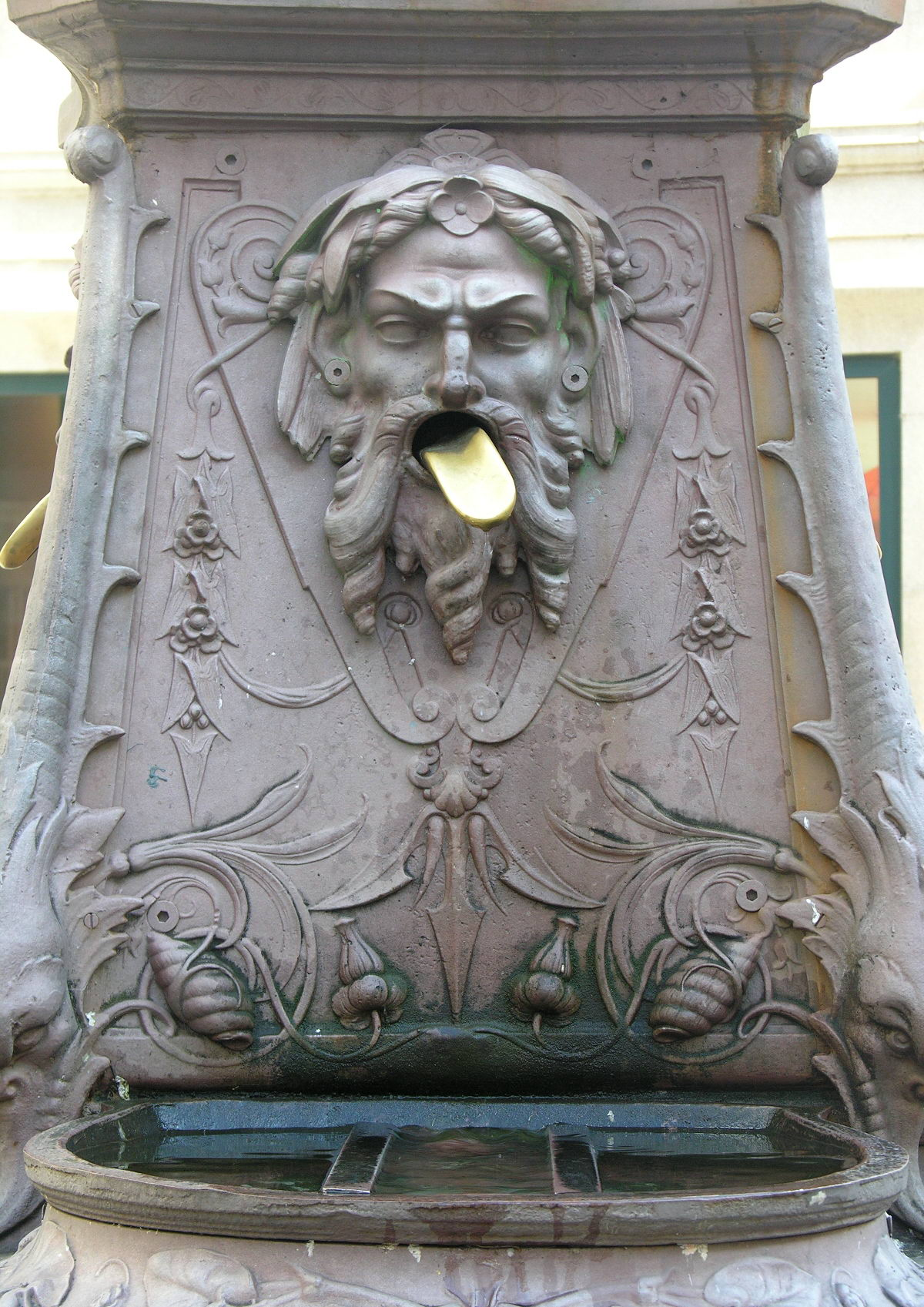
Decoración vegetal y floral.
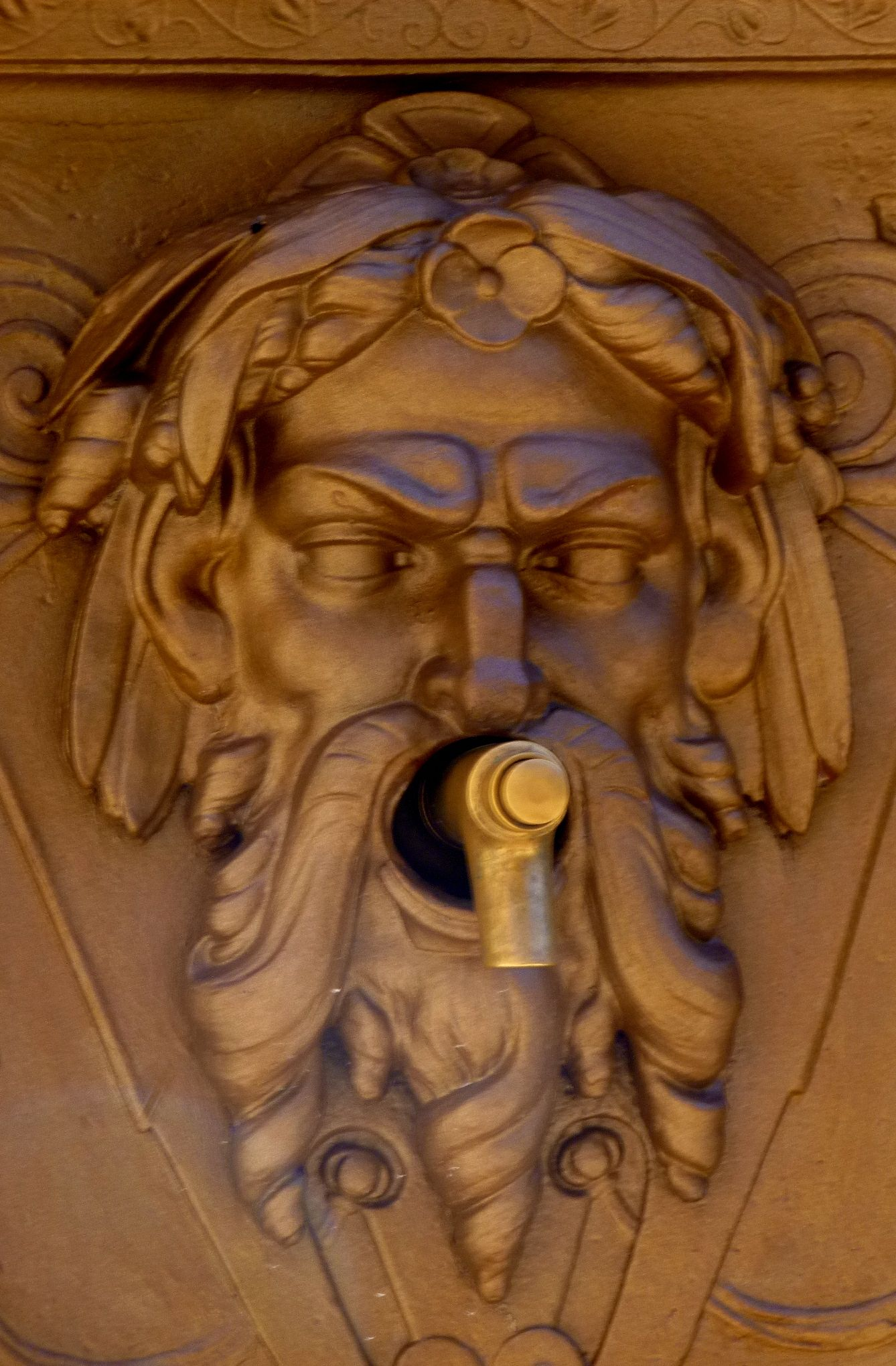
Fauno con grifo en la boca.
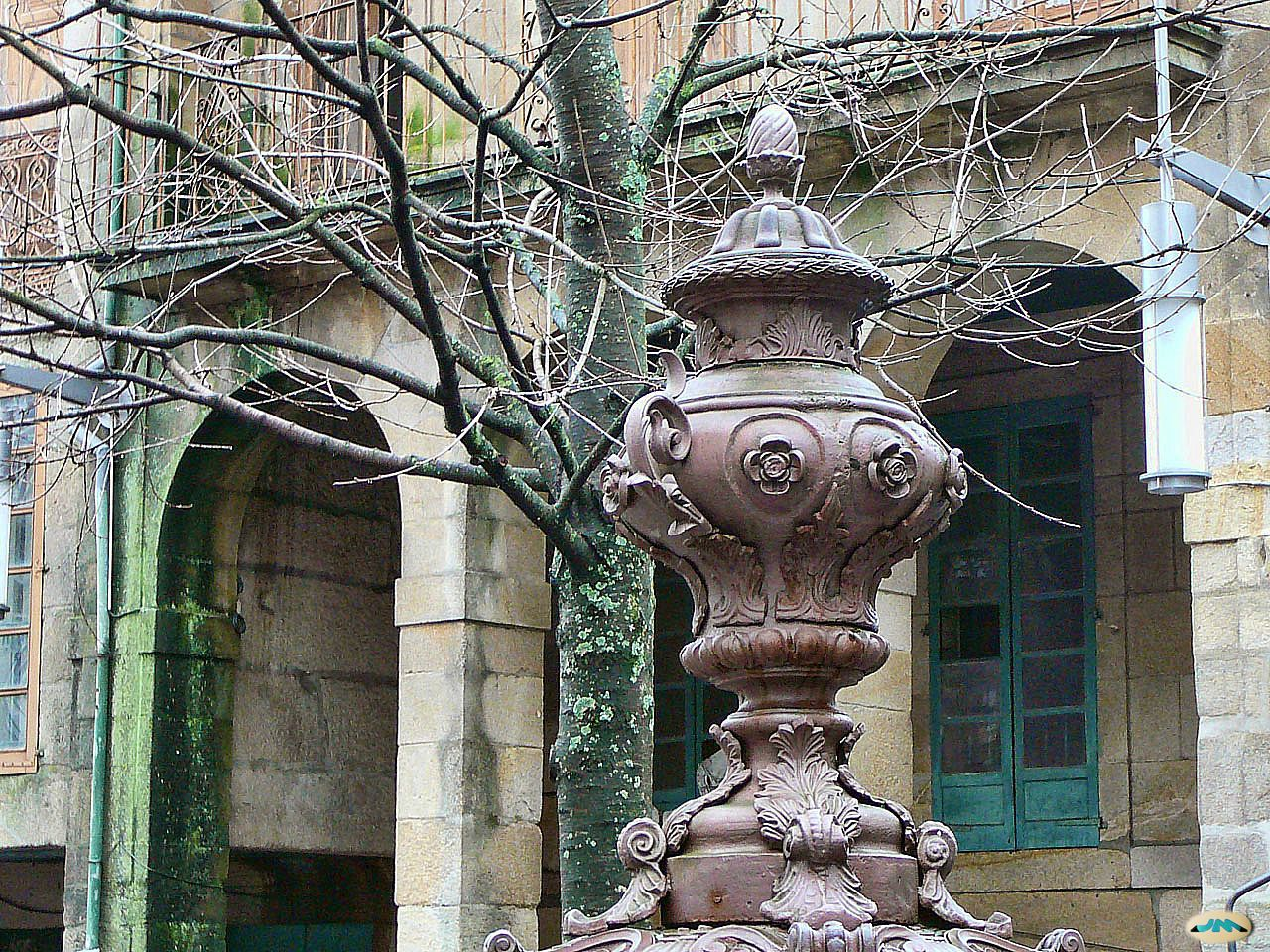
Detalle de jarrón con asas y con tapa coronada por una piña.